# Caphornia carnea
Caphornia carnea là một loài bướm đêm trong họ Noctuidae.